# FK Sjachtsjor Salihorsk
FK Sjachtsjor Salihorsk (Wit-Russisch: ФК Шахцёр Салігорск) is een Wit-Russische voetbalclub uit de stad Salihorsk.

## Geschiedenis
De club werd in 1961 opgericht als Sjachtsjor Soligorsk, de toenmalige Russissche schrijfwijze van de stad. Na de onafhankelijkheid van het land was de club medeoprichter van de hoogste klasse in 1992. Sjachtsjor  eindigde in de eerste jaren meestal in de lagere middenmoot en vocht vaak tegen degradatie. In 1999 ging het beter met de club en werd de vijfde plaats behaald. Die plaats werd ook de volgende twee seizoenen en in 2003 behaald. In 2002 en 2004 werd de derde plaats bereikt en in 2004 won de club ook de beker. De kroon op het werk volgde in 2005 met het behalen van de eerste landstitel. In 2006, 2008 en 2009 bereikte de club de bekerfinale maar al deze werden verloren. De vierde keer was het wel raak: in 2019 werd Vitebsk in de finale verslagen. In 2020 werd de tweede landstitel gewonnen en in 2021 werd Sjachtsjor  voor de derde keer kampioen.

## Erelijst
- Vysjejsjaja Liga

2005, 2020, 2021, 2022
- Beker van Wit-Rusland

Winnaar: 2004, 2019
Finalist: 2006, 2008, 2009
- Wit-Russische supercup

Winnaar: 2021
Finalist: 2015, 2016
- GOS beker

Finalist: 2011

## In Europa
Sjachtjor Salihorsk speelt sinds 2001 in diverse Europese competities. Hieronder staan de competities en in welke seizoenen de club deelnam:
- Champions League (3x)

2006/07, 2021/22, 2022/23
- Europa League (10x)

2011/12, 2012/13, 2013/14, 2014/15, 2015/16, 2016/17, 2017/18, 2018/19, 2019/20, 2020/21
- Europa Conference League (2x)

2021/22, 2022/23
- UEFA Cup (2x)

2001/02, 2004/05
- Intertoto Cup (3x)

2003, 2007, 2008